# ゾフィー・フォン・デア・プファルツ
ゾフィー・フォン・デア・プファルツ（ドイツ語: Sophie von der Pfalz, 1630年10月14日 - 1714年6月8日）は、プファルツ選帝侯兼ボヘミア王フリードリヒ5世とその妃エリーザベト（エリザベス）の五女（第12子）。ハノーファー選帝侯エルンスト・アウグストの妃。ゾフィー・フォン・ハノーファー（Sophie von Hannover）とも呼ばれる。英語名はソフィア（Sophia）。
ハノーファー選帝侯ゲオルク1世ルートヴィヒ（グレートブリテン王ジョージ1世）の母であり、現在のイギリス王室の祖先である。

## 家系
17世紀後半以降のイギリスは、清教徒革命（イングランド内戦）、王政復古、名誉革命が相次いで起こり、情勢が混乱していた。そして、名誉革命以降に王座に就いたメアリー2世とウィリアム3世の夫妻、アンのいずれにも王位継承可能な嗣子がなかった。
ゾフィーの母方の祖父がイングランドとスコットランドの王ジェームズ1世であり、かつ彼女がプロテスタントであったこと、そして兄・姉たちやその子孫がいずれも死去していたかカトリック、あるいは庶出であったため、ゾフィ―が唯一の適任者だった。
1700年、アンが36歳を目前に17回目の妊娠を死産で終え、さらに唯一成長していたウィリアム王子が逝去する。翌1701年に「ステュアート家の血を引いており、カトリックではない者」と規定された王位継承法によってイングランドとスコットランド（合同してグレートブリテン王国となるのは1707年）のアンに次ぐ王位継承権者に定められた。
アンは1702年に女王に即位し、1714年に崩御した。ゾフィーはアンより2か月早く逝去していたため、ゾフィーの長男であるハノーファー選帝侯ゲオルク・ルートヴィヒがジョージ1世として王位を継承した。
ゾフィーの兄姉のうち、子孫を残したのは、カール1世ルートヴィヒ、カンバーランド公ルパート、プファルツ＝ジンメルン伯エドゥアルトの3人の兄だけである。このうちエドゥアルトは自身がカトリックに改宗し、カール1世ルートヴィヒの正嫡子孫で生き残ったのはやはりカトリックであるオルレアン公フィリップ1世妃エリザベート・シャルロット（リーゼロッテ）の子孫である。
カール1世ルートヴィヒのその他の子供と、カンバーランド公の子供は全員が非嫡出子（庶子）扱いで、イギリスに限らずどこの欧州王室も非嫡出子の継承は最初から排除されていたため（2013年王位継承法でも非嫡出子の継承は認められていない）、やはり継承権は無かった。そのため、ゾフィーとエルンスト・アウグスト夫妻が、全てのイギリス王位継承権保持者の最も近い共通祖先になっている。

## 生涯

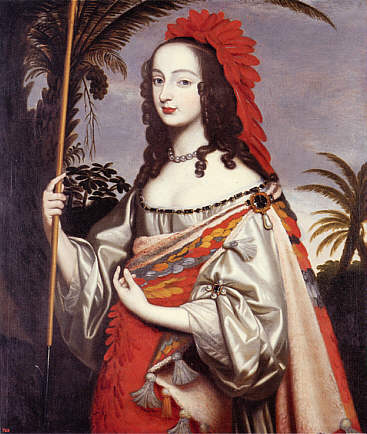
インド人に扮したゾフィー、姉ルイーゼ・ホランディーネによる肖像画、1644年頃

### 生い立ち、婚約破談
1630年、両親の亡命先であるオランダのハーグで生まれた。オランダで教育を受けていたが、1648年に兄のカール1世が三十年戦争を終結させたヴェストファーレン条約によりプファルツ選帝侯としてドイツへ戻ると、1650年にゾフィーもプファルツへ移住した。数学・法学・歴史を学び、数か国語に堪能な才女に育ったという。
はじめはブラウンシュヴァイク＝リューネブルク公ゲオルク・ヴィルヘルムと婚約していたが、結婚前に天然痘で美貌を損ねたことが原因で、婚約を破棄された。その後ゲオルク・ヴィルヘルムは、愛妾であったフランスの小領主の娘エレオノール・ドルブリューズと貴賤結婚したため、ゾフィーは深くゲオルク・ヴィルヘルムを恨むようになった。

### 結婚
1658年にゲオルク・ヴィルヘルムの弟エルンスト・アウグストと結婚したが、成人したうちでも4番目の男子であった夫には当時、公位を継ぐ可能性はほとんどなかった。エルンスト・アウグストは権勢欲が強く、天然痘で容貌を損ねた上、28歳と当時の結婚適齢期から大きく外れたゾフィ―と、これらの条件を度外視して婚姻した。しかし兄たちが嗣子なくして死去したために、エルンスト・アウグストは父ゲオルクの遺領を相続し、さらに1692年には選帝侯位を授けられた。
夫は愛人クラーラ・エリーザベト・フォン・プラーテンを囲いゾフィーの才能を理解しなかったため夫婦関係は良くなかったが、ゾフィーは政治力に優れよく夫を助けた。夫妻とも権勢欲が強く、嫡男ゲオルク・ルートヴィヒの婚姻相手に、ゾフィ―の従弟ジェームズ2世の次女アン王女（後のイギリス女王）を望んだ。1680年にゲオルクを渡英させたが、野暮で英語も話せないゲオルクはアンの気を引くことは無かった。エルンスト・アウグストは、莫大な費用をかけた渡英の失敗に激怒した。
一方、エルンスト・アウグストの兄ゲオルク・ヴィルヘルムはその後、妻の爵位取得により娘ゾフィー・ドロテアを嫡出子扱いとすることに成功し、莫大な持参金を用意した。ゾフィ―・ドロテアは過去の経緯から縁談に反対したが、持参金を前に結婚を容認したが、嫁姑の関係は良くなかった。
嫁には冷たく当たったが、姪エリザベート・シャルロット（リーゼロッテ）とは仲が良く、結婚翌年の1659年にリーゼロッテを長兄から預けられると1663年まで彼女の世話を務め、1671年にリーゼロッテが政略結婚でフランス王ルイ14世の弟オルレアン公フィリップに嫁いだ後は亡くなるまで文通を続けた。リーゼロッテと再会したのは1679年にフランスで行われた、フィリップと先妻の娘マリー・ルイーズとスペイン王カルロス2世の代理結婚式に列席した時で、以後リーゼロッテと会うことはなかった。
1694年、嫁ゾフィー・ドロテアが愛人ケーニヒスマルク伯との不倫が露呈し、幽閉となると、2人の孫ゲオルク・アウグスト（後のジョージ2世）とゾフィー・ドロテアを養育した。この際ゾフィーは、ゾフィー・ドロテアにまつわる一切のものを孫ゲオルクから取り上げた。
唯一の女子ゾフィー・シャルロッテは初代プロイセン王フリードリヒ1世の妃となった。娘の婚家であるプロイセン宮廷で、ゾフィ―はブランデンブルク＝アンスバッハ辺境伯ヨハン・フリードリヒの娘カロリーネ（英：キャロライン）を見出した。カロリーネは縁談引く手数多で、中でもオーストリア大公カール（後の神聖ローマ皇帝カール6世）との縁談が有力視されていたがカトリックへの改宗問題で破談となり、1705年に孫ゲオルク・アウグストと結婚した。
ゾフィーは将来のイギリス王妃となることを見越し、自身の政治顧問ゴットフリート・ライプニッツによる教育をカロリーネに施した。カロリーネは、後に王妃としてロバート・ウォルポールと共に国王になった夫をよく助けた。この他、リーゼロッテとゾフィー・シャルロッテにもライプニッツを紹介している。

### イギリス王位継承権
イギリス王位継承権があることをゾフィーは自覚していたが、イギリス政局が不安定で継承が確実とは言えない状況であることも認識しており、冷静に状況を捉え王位に関する発言を控えていた。それでもゾフィー一家の訪英を許可するかどうかでイギリスでは政治問題になり、1704年にスペイン継承戦争におけるブレンハイムの戦いに勝利したイギリス軍司令官のマールバラ公ジョン・チャーチルがハノーファーを訪問した時、マールバラ公から訪英を思い止まるよう説得される。1705年にトーリー党がゾフィー招聘を提案してアンの不興を買い（アンはゾフィーらハノーファー家の訪英を嫌がっていた）、反対派のホイッグ党が招聘に反対する代わりに、アンの死後ハノーファー家がスムーズに王位継承出来るように取り計らうことで、訪英問題は一息ついた。この間ゾフィーは訪英に意欲を示し、それに危惧したゲオルク・ルートヴィヒから窘められている。
1710年にイギリスで与党となったトーリー党には不信感を抱き、スペイン継承戦争でイギリスがフランスと単独講和を進めていることにゲオルク・ルートヴィヒ共々反対、1714年4月に再度訪英を要請してアンに反対され、健康が優れないアンと高齢のゾフィーとの間で王位継承問題が切迫する中、6月8日にゾフィーは83歳で逝去、王座に就くことは無かった。約2か月後の8月1日にアンも49歳で崩御、ゲオルク・ルートヴィヒがイギリス王ジョージ1世として即位し、今日まで続くハノーヴァー朝となった。

## 子女
- ゲオルク・ルートヴィヒ（1660年 - 1727年） - ハノーファー選帝侯、イギリス王
- フリードリヒ・アウグスト（1661年 - 1690年）
- マクシミリアン・ヴィルヘルム（1666年 - 1726年）
- ゾフィー・シャルロッテ（1668年 - 1705年） - プロイセン王フリードリヒ1世と結婚
- カール・フィリップ（1669年 - 1690年）
- クリスティアン・ハインリヒ（1671年 - 1703年）
- エルンスト・アウグスト（1674年 - 1728年）

## 系譜
※緑、赤背景は、イギリス王位継承権に関わる祖先。
| ゾフィー | 父: フリードリヒ5世 (プファルツ選帝侯) | 祖父: フリードリヒ4世 (プファルツ選帝侯) | 曽祖父: ルートヴィヒ6世 (プファルツ選帝侯) |
| ゾフィー | 父: フリードリヒ5世 (プファルツ選帝侯) | 祖父: フリードリヒ4世 (プファルツ選帝侯) | 曽祖母: ヘッセン方伯女エリーザベト         |
| ゾフィー | 父: フリードリヒ5世 (プファルツ選帝侯) | 祖母: ルイーゼ・ユリアナ                 | 曽祖父: ウィレム1世 (オラニエ公)           |
| ゾフィー | 父: フリードリヒ5世 (プファルツ選帝侯) | 祖母: ルイーゼ・ユリアナ                 | 曽祖母: モンパンシエ公女シャルロット       |
| ゾフィー | 母: エリザベス                         | 祖父: ジェームズ1世 (イングランド王)[3]  | 曽祖父: ヘンリー・ステュアート[1]          |
| ゾフィー | 母: エリザベス                         | 祖父: ジェームズ1世 (イングランド王)[3]  | 曽祖母: メアリー (スコットランド女王)[2]   |
| ゾフィー | 母: エリザベス                         | 祖母: アン                               | 曽祖父: フレゼリク2世 (デンマーク王)       |
| ゾフィー | 母: エリザベス                         | 祖母: アン                               | 曽祖母: メクレンブルク公女ゾフィ―          |

[1]と[2]は、テューダー朝初代イングランド王ヘンリー7世の王女マーガレット・テューダーを祖母とする従兄妹同士。この血統に基づき、[3]がステュアート朝初代イングランド王となり、スコットランドとの王冠連合が成立した。

## 系図
|                    |             |             |             |             |             |  |  |               |               |               |               |               |               |  |  |               |               |               |               |               |               |  |  |               |               |               |               |               |               |  |  |      |      |      |      |      |      |  |  |  |  |  |  |  |  |  |  |  |  |  |  |  |  |  |  |  |  |  |  |  |  |  |  |
|                    |             |             |             |             |             |  |  | ジェームズ1世 |               |               |               |               |               |  |  |               |               |               |               |               |               |  |  |               |               |               |               |               |               |  |  |      |      |      |      |      |      |  |  |  |  |  |  |  |  |  |  |  |  |  |  |  |  |  |  |  |  |  |  |  |  |  |  |
|                    |             |             |             |             |             |  |  |               |               |               |               |               |               |  |  |               |               |               |               |               |               |  |  |               |               |               |               |               |               |  |  |      |      |      |      |      |      |  |  |  |  |  |  |  |  |  |  |  |  |  |  |  |  |  |  |  |  |  |  |  |  |  |  |
|                    |             |             |             |             |             |  |  |               |               |               |               |               |               |  |  |               |               |               |               |               |               |  |  |               |               |               |               |               |               |  |  |      |      |      |      |      |      |  |  |  |  |  |  |  |  |  |  |  |  |  |  |  |  |  |  |  |  |  |  |  |  |  |  |
| エリザベス         | エリザベス  | エリザベス  | エリザベス  | エリザベス  | エリザベス  |  |  | チャールズ1世 | チャールズ1世 | チャールズ1世 | チャールズ1世 | チャールズ1世 | チャールズ1世 |  |  |               |               |               |               |               |               |  |  |               |               |               |               |               |               |  |  |      |      |      |      |      |      |  |  |  |  |  |  |  |  |  |  |  |  |  |  |  |  |  |  |  |  |  |  |  |  |  |  |
| エリザベス         | エリザベス  | エリザベス  | エリザベス  | エリザベス  | エリザベス  |  |  | チャールズ1世 | チャールズ1世 | チャールズ1世 | チャールズ1世 | チャールズ1世 | チャールズ1世 |  |  |               |               |               |               |               |               |  |  |               |               |               |               |               |               |  |  |      |      |      |      |      |      |  |  |  |  |  |  |  |  |  |  |  |  |  |  |  |  |  |  |  |  |  |  |  |  |  |  |
|                    |             |             |             |             |             |  |  |               |               |               |               |               |               |  |  |               |               |               |               |               |               |  |  |               |               |               |               |               |               |  |  |      |      |      |      |      |      |  |  |  |  |  |  |  |  |  |  |  |  |  |  |  |  |  |  |  |  |  |  |  |  |  |  |
| ゾフィー           | ゾフィー    | ゾフィー    | ゾフィー    | ゾフィー    | ゾフィー    |  |  | チャールズ2世 | チャールズ2世 | チャールズ2世 | チャールズ2世 | チャールズ2世 | チャールズ2世 |  |  | メアリー      | メアリー      | メアリー      | メアリー      | メアリー      | メアリー      |  |  | ジェームズ2世 | ジェームズ2世 | ジェームズ2世 | ジェームズ2世 | ジェームズ2世 | ジェームズ2世 |  |  |      |      |      |      |      |      |  |  |  |  |  |  |  |  |  |  |  |  |  |  |  |  |  |  |  |  |  |  |  |  |  |  |
| ゾフィー           | ゾフィー    | ゾフィー    | ゾフィー    | ゾフィー    | ゾフィー    |  |  | チャールズ2世 | チャールズ2世 | チャールズ2世 | チャールズ2世 | チャールズ2世 | チャールズ2世 |  |  | メアリー      | メアリー      | メアリー      | メアリー      | メアリー      | メアリー      |  |  | ジェームズ2世 | ジェームズ2世 | ジェームズ2世 | ジェームズ2世 | ジェームズ2世 | ジェームズ2世 |  |  |      |      |      |      |      |      |  |  |  |  |  |  |  |  |  |  |  |  |  |  |  |  |  |  |  |  |  |  |  |  |  |  |
|                    |             |             |             |             |             |  |  |               |               |               |               |               |               |  |  |               |               |               |               |               |               |  |  |               |               |               |               |               |               |  |  |      |      |      |      |      |      |  |  |  |  |  |  |  |  |  |  |  |  |  |  |  |  |  |  |  |  |  |  |  |  |  |  |
| ジョージ1世        | ジョージ1世 | ジョージ1世 | ジョージ1世 | ジョージ1世 | ジョージ1世 |  |  |               |               |               |               |               |               |  |  | ウィリアム3世 | ウィリアム3世 | ウィリアム3世 | ウィリアム3世 | ウィリアム3世 | ウィリアム3世 |  |  | メアリー2世   | メアリー2世   | メアリー2世   | メアリー2世   | メアリー2世   | メアリー2世   |  |  | アン | アン | アン | アン | アン | アン |  |  |  |  |  |  |  |  |  |  |  |  |  |  |  |  |  |  |  |  |  |  |  |  |  |  |
| ジョージ1世        | ジョージ1世 | ジョージ1世 | ジョージ1世 | ジョージ1世 | ジョージ1世 |  |  |               |               |               |               |               |               |  |  | ウィリアム3世 | ウィリアム3世 | ウィリアム3世 | ウィリアム3世 | ウィリアム3世 | ウィリアム3世 |  |  | メアリー2世   | メアリー2世   | メアリー2世   | メアリー2世   | メアリー2世   | メアリー2世   |  |  | アン | アン | アン | アン | アン | アン |  |  |  |  |  |  |  |  |  |  |  |  |  |  |  |  |  |  |  |  |  |  |  |  |  |  |
|                    |             |             |             |             |             |  |  |               |               |               |               |               |               |  |  |               |               |               |               |               |               |  |  |               |               |               |               |               |               |  |  |      |      |      |      |      |      |  |  |  |  |  |  |  |  |  |  |  |  |  |  |  |  |  |  |  |  |  |  |  |  |  |  |
| （ハノーヴァー朝） |             |             |             |             |             |  |  |               |               |               |               |               |               |  |  |               |               |               |               |               |               |  |  |               |               |               |               |               |               |  |  |      |      |      |      |      |      |  |  |  |  |  |  |  |  |  |  |  |  |  |  |  |  |  |  |  |  |  |  |  |  |  |  |

ゾフィーから今のイギリス王室までの系図は「イギリス王位継承順位」を参照。